# تثليث (مدينة)
تثليث هي مدينة سعودية والعاصمة الإدارية لمحافظة تثليث، التابعة لمنطقة عسير. تبعد تثليث عن مدينة أبها وخميس مشيط 200 كم شمال شرق على طريق الجنوب الرياض، وتبعد عن محافظة وادي الدواسر 170 كم، وعن بيشة 90 كم، وسكانها من قبائل قحطان وقبائل أخرى، وتعتبر مركزاً وحاضرة لقحطان في الجنوب.

## الموقع
تقع مدينة تثليث بين كل من وادي الدواسر شمالاً على بعد 170 كم، وخميس مشيط جنوباً على بعد 200 كم، وبيشة غرباً على بعد 120 كم، ونجران شرقاً على بعد 400 كم.

## سبب التسمية
قال المؤرخ الدكتور عمر بن غرامة العامري: «فأما الاسم: فقد سميت تثليث: لأنها مثلث لثلاث طرق هي: نجران، ونجد، والحجاز، وقيل لي مثلث: ثلاثة أودية هي: بيشة وتثليث، الدواسر، وكلا القولين صحيح.» 
قال المؤرخ البكري: «تثليث بفتح أوله وإسكان ثانيه وكسر اللام بعدها ياء وثاء مثله موضع في بلاد بني عقيل وقال أنها أرض شجيرة - كثيرة الأشجار-»
قال المؤرخ الهمداني: «تثليث واد في نجد وهو على مسيرة يومين من جرش شرقها وثلاث مراحل من نجران وقال أن تثليث لبني زبيد وفيها مسكن عمرو بن معديكرب الزبيدي. والمتتبع لشعر عمرو رضي الله عنه يجد أن أسماءالمواضع التي وردت فيه جميعا تقع حول تثليث ولا تزال تعرف بأسمائها القديمة.»